# Horaczki
Horaczki (biał. Гарачкі, Haraczki) – osiedle na Białorusi, położone w obwodzie grodzieńskim w rejonie grodzieńskim w sielsowiecie Sopoćkinie.
W latach 1921–1939 Horaczki należały do gminy Wołłowiczowce, w powiecie augustowskim, w ówczesnym województwie białostockim.